# Kanalstraße (Salzgitter)
Die Kanalstraße ist eine 3,4 Kilometer lange, nahezu durchgängig vierspurig aber nicht kreuzungsfrei ausgebaute Außerortsstraße in Salzgitter, die den größten Stadtteil Lebenstedt sowie das Gewerbegebiet Engelnstedt mit dem siebtgrößten Stadtteil Hallendorf und der Salzgitter AG (Werkseinfahrt Tor 4), dem größten Arbeitgeber der Stadt verbindet. Zusammen mit der Nord-Süd-Straße und den Industriestraßen Mitte und Nord gehört sie zu den wichtigen überörtlichen Straßen in Salzgitter.
Der westliche Teil der Kanalstraße bildet einen Abschnitt der Kreisstraße 13, während der südöstliche Bereich ein Teil der Kreisstraße 12 ist.

## Verlauf
Die Kanalstraße beginnt vierstreifig ausgebaut an der Kreuzung Peiner Straße (Kreisstraße 10) am östlichen Rand des Stadtteils Lebenstedt südlich des Gewerbegebiets Engelnstedt als Kreisstraße 13 mit einer zulässigen Höchstgeschwindigkeit von 100 km/h. Im Westen heißt diese Neißestraße und erschließt das östliche Stadtgebiet von Lebenstedt. Die Peiner Straße führt in Richtung Lengede, Broistedt und Salder. Nach einigen hundert Metern erreicht man die Kreuzung Hans-Birnbaum-Straße. Dort befindet sich das Gewerbegebiet Engelnstedt. Im weiteren Verlauf stellt die Kanalstraße eine Ortsumgehung des Stadtteils Hallendorf dar. Die zulässige Höchstgeschwindigkeit beträgt hier 50 km/h, da die Straße direkt am nördlichen und östlichen Ortsrand entlangführt und immer wieder kleinere Wohnstraßen von ihr abzweigen. Auf halber Strecke befindet sich eine Kreuzung, an der die Kreisstraße 12 auf den Westerholzweg nach Norden in Richtung Bleckenstedt abzweigt. Fortan ist auch die Kanalstraße als Kreisstraße 12 gewidmet, während die K 13 hier endet. Am südöstlichen Ortsrand von Hallendorf zweigt schließlich die Werkseinfahrt zum Tor 4 der Salzgitter AG nach Osten ab. Hier endet aufgrund des nun abnehmenden Verkehrsaufkommens der vierstreifige Ausbau der Kanalstraße. Sie endet nach einigen hundert Metern an der Kreuzung „Am Hillenholz“. Die Kreisstraße 12 wird weiter auf die Nord-Süd-Straße geführt, über welche Gebhardshagen und Salzgitter-Bad erreichbar sind. Zuvor folgt noch eine Anschlussstelle auf die Industriestraße Mitte in Richtung Watenstedt, Industriegebiet, Immendorf und Bundesstraße 248. In Richtung Lebenstedt kann auf die Industriestraße Mitte nicht aufgefahren werden.

## Geschichte
Laut Karten des deutschen Reiches von 1904 befanden sich zu der Zeit bereits als östliche Grenze sowie westlich von dem Dorf Hallenstedt Straßen, deren Lage und Verlauf Teilen der heutigen Kanalstraße entsprach. Hier befanden sich im Westen eine Windmühle und im Osten, an der Straße nach Bleckenstedt, seit 1866 auch der neue Hallendorfer Friedhof. Das westliche Ende des damaligen Straßenzugs um Hallendorf war an die in Nord-Süd-Richtung verlaufende Peiner Straße angebunden und im Süden an den Watenstedter Weg zwischen Salder und Watenstedt.
Ab 1937 wurden östlich von Hallenstedt die Reichswerke Hermann Göring der Vereinigte Stahlwerke AG errichtet und westlich die Hermann Göring Stadt. Zu dieser Zeit entstanden in der Umgebung des Dorfes auch große Barackenlager, von denen einige direkt an der heutigen Kanalstraße lagen. Etwa 150 Meter östlich der Straße endet der 1940 erbaute namensgebende Stichkanal Salzgitter.
Am Westernholzweg, der Hallendorf mit dem nördlich gelegenen Bleckenstedt verbindet, bestand vom Beginn der 1940er-Jahre bis zum Ende des Zweiten Weltkrieges das Arbeitserziehungslager Hallendorf (Lager 21), ein Straflager für ausländische Zwangsarbeiter, das von den Reichswerken Hermann Göring (heute Salzgitter AG) errichtet wurde. Insofern dienten der Straßenzug vom Westernholzweg über die heutige Straße „Am Zollbrett“ und den östlichen Teil der heutigen Kanalstraße während des Kriegs als Transportweg für diesen Standort systematisch organisierter NS-Zwangsarbeit. Weiterhin entspricht die heutige Kanalstraße überwiegend dem Verlauf damaliger Straßen, die zu den Anbindungen der Reichswerke AG für Erzbergbau und Eisenhütten „Hermann Göring“ an andere lokale Verkehrswege zählten.
Im Nordosten wurde die Kanalstraße auf einem Kilometer Länge über das Gelände des ehemaligen Lagers 25 neu geführt, sodass ein größerer Kurvenradius bei der Umfahrung von Hallendorf möglich wurde.
Mit dem späteren Bau der autobahnähnlichen Industriestraße Mitte einige hundert Meter südlich erfolgte eine gewisse Entlastung des nördlichen Teilstücks der Kanalstraße, während der südöstliche Abschnitt noch heute als Bindeglied zwischen einer Zufahrt zur Salzgitter AG und der Industriestraße Mitte dient. Für den Norden Lebenstedts sowie Engelnstedt und Hallendorf ist die Kanalstraße auch gegenwärtig ein wichtiger Zubringer in Richtung Industriegebiet bei Watenstedt, zu welchem neben dem Stahlwerk unter anderem auch Alstom Transport Deutschland und MAN Truck&Bus AG gehören.
Mit dem integrierten Stadtentwicklungskonzept 2004 war geplant, den dörflichen Charakter Hallendorfs wieder zu betonen. Hierzu sollte die Dorfrandlage im Norden zur Kanalstraße als Grünraum freiraumgestalterisch entwickelt und am Ende des Kanals an der Kanalstraße ein Sport- und Erholungspark geschaffen werden.

## Ausbauzustand
Der Ausbauzustand der Kanalstraße auf den einzelnen Abschnitten:
| Abschnitt                                              | Bezeichnung | Länge  | Streifen | Trennstreifen | Kreuzungsfreiheit | Bemerkung |
| ------------------------------------------------------ | ----------- | ------ | -------- | ------------- | ----------------- | --------- |
| K 10 Peiner Straße – Werkseinfahrt Tor 4 Salzgitter AG | K 12/13     | 2,9 km | 4        | nein          | nein              | ländlich  |
| Werkseinfahrt Tor 4 Salzgitter AG – K 12 Am Hillenholz | K 12        | 0,5 km | 2        | nein          | nein              | ländlich  |

## Einbindung in das Außerortsstraßensystem Salzgitters
Durch die Anbindung der Kanalstraße an weitere wichtige Verkehrsadern wie die Nord-Süd-Straße, die Industriestraße Mitte und die Peiner Straße sind auch Braunschweig und weitere Stadtteile wie Thiede, Salzgitter-Bad und Gebhardshagen in kurzer Zeit erreichbar.
Daneben ergänzt schließlich die Industriestraße Nord (Kreisstraße K 39) das vierstreifig ausgebaute überörtliche Straßensystem in Salzgitters Norden.

## Gedenkstätte

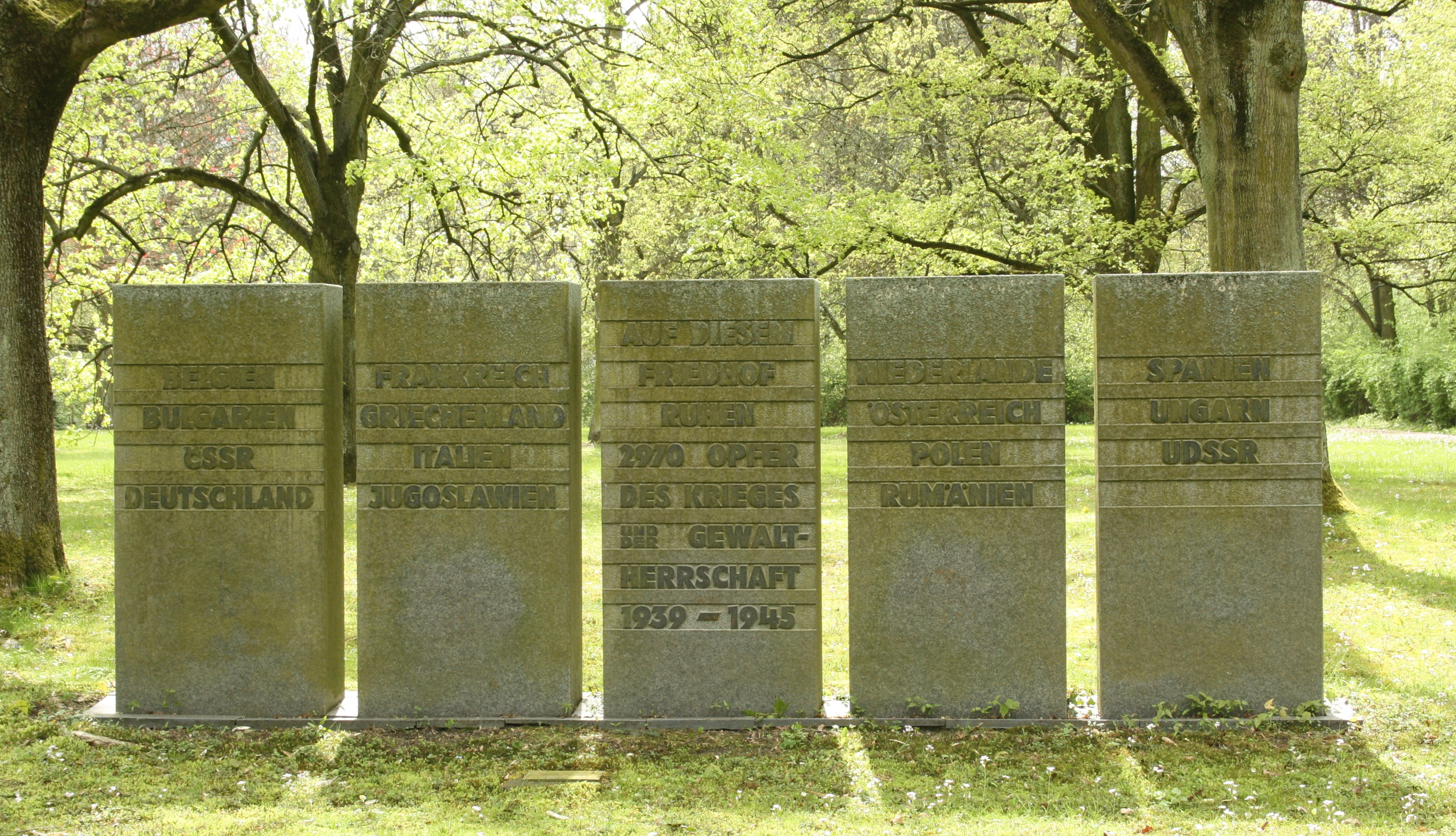
Gedenksteine Friedhof Jammertal

Am westlichen Ende der Kanalstraße befindet sich direkt nördlich angrenzend die Gedenkstätte Friedhof Jammertal. Dort wurden nahezu 3000 Menschen begraben, die während der nationalsozialistischen Herrschaft durch Zwangsarbeit sowie menschenunwürdige Unterbringung und Behandlung in Salzgitter zu Tode gekommen sind.

## Hallendorfer Werkstätten
Ebenfalls auf der nördlichen Seite der Kanalstraße befinden sich seit 1967 die Hallendorfer Werkstätten. Die Einrichtung des Christlichen Jugenddorfwerks Deutschlands für Menschen mit Behinderungen umfasst einen Arbeitsbereich mit zwölf Werkstattabteilungen und verfolgt das Ziel, Menschen den Weg ins Arbeitsleben zu erleichtern.